# Энджел, Майкл
Майкл Энджел (англ. Michael Engel, 24 сентября 1971) — американский энтомолог и палеонтолог, профессор, специалист по вымершим насекомым, член Лондонского Линнеевского общества. Один из крупнейших в мире палеоэнтомологов. Автор более 900 публикаций, открывший и описавший около 800 новых для науки видов насекомых.

## Биография
Родился 24 сентября 1971 года, окончил Корнеллский университет (1993), в котором в 1998 году защитил докторскую степень по энтомологии. Профессор экологии и эволюционной биологии Канзасского университета. Член редколлегии журнала «Current Biology». Своими научными интересами он охватил представителей различных отрядов насекомых, прежде всего Hymenoptera (работы по муравьям, пчёлам, осам), Isoptera (палеонтология термитов), Neuroptera. Многие работы написаны им совместно с Дэвидом Гримальди.
25 апреля 2009 года женился на Келли Кристен Мэгилл (Kellie K. Magill).

## Награды
Источник:
- 2000 — Член, Лондонское Линнеевское общество.
- 2006 — Стипендия Гуггенхайма[7], Мемориальный фонд Джона Саймона Гуггенхайма[англ.].
- 2006 — Fellowship for Teaching Excellence, William T. Kemper Foundation.
- 2006 — Book Honor Award (for Evolution of the Insects), Skipping Stones, International Multicultural Magazine in Children’s Education.
- 2008 — Премия Чарлза Шухерта, Палеонтологическое общество[англ.][8][9].
- 2009 — Медаль двухсотлетия, Лондонское Линнеевское общество[10].
- 2014 — Scholarly Achievement Award от имени University of Kansas за его вклад в изучение эволюции и развития полёта у насекомых[11].
- 2015 — International Cooperation Award от имени Chinese Academy of Sciences[12].
- 2017 — избран почётным членом Entomological Society of America[13] и получил от этого общества Thomas Say Award[14].

## Эпонимия
Виды, названные в честь Майкла Энджела.
1. Lasioglossum (Dialictus) engeli Genaro, 2001 (Halictinae, пчела с Кубы)
2. Braunsapis engeli Jobiraj, 2004 (Allodapini, пчела из Южной Индии)
3. † Cretostylops engeli Grimaldi & Kathirithamby, 2005 (древнейший вымерший представитель отряда Веерокрылые, Мьянма)[15]
4. † Sigmophlebia engeli Béthoux & Beckemeyer, 2007 (пермское протопрямокрылое из Оклахомы, США)
5. Triepeolus engeli Rightmyer, 2008 (Nomadinae, пчела Tиз Техаса)[16]
6. † Archaeoellipes engeli Heads, 2010 (Tridactylidae, миоценовое прямокрылое из Доминиканской Республики)[17]
7. Anotylus engeli Makranczy, 2011 (Oxytelinae, жук из Боливии)
8. † Engellestes Nel & al., 2012 (род пермских стрекоз из России)[18]
9. Melitta engeli Michez, 2012 (Melitta, пчела из Киргизии)[19]
10. † Xenosycorax engeli Azar & Salamé, 2015 (Psychodidae, муха из мелового янтаря Нью-Джерси)[20]
11. † Kronocharon engeli Wunderlich, 2015 (Фрины из мелового бирманского янтаря Мьянмы)
12. † Dolichoraphidia engeli Liu & al., 2016 (Верблюдки из мелового бирманского янтаря Мьянмы)[21]
13. Eufriesea engeli Gonzalez & Griswold, 2017 (орхидная пчела из Мексики)[22]
14. † Elmomantis engeli Prokop et al., 2017 (a miomopteran from the Permian of Kansas)[23]
15. † Cretogramma engeli Liu et al., 2018 (Каллиграмматиды из мелового бирманского янтаря Мьянмы)[24]
16. † Archeofoenus engeli Turrisi & Ellenberger, 2019 (наездники авлациды из мелового бирманского янтаря Мьянмы)[25]
17. † Cretoquadratus engeli Chen, 2019 (a ship-timber beetles from the Cretaceous of Myanmar)[26]
18. † Deltoxyela engeli Wang, Shih, Ren, & Gao, 2020 (a sawfly from the Cretaceous of Myanmar)[27]
19. † Cretopiesma engelgrimaldii Azar, Heiss, & Huang, 2020 (a flat bug from the Cretaceous of Myanmar)[28]
20. Sphecodes engeli Astafurova & Proshchalykin, 2020 (a cuckoo bee from Laos)[29]
21. † Archaeovespa engeli Wu, Shih, Ren & Gao, 2021 (осы Vespidae из мелового бирманского янтаря Мьянмы)[30]
22. †Chlorepyris engeli Colombo & Azevedo, 2021 (Bethylidae, балтийский янтарь)[31]
23. †Milesitermes engeli Jouault & Nel, 2021 (термит, бирманский янтарь)[32]
24. †Mesoserphites engeli Herbert & McKellar, 2022 (Serphitidae, бирманский янтарь)[33]
25. Engelitermes Romero Arias, Roisin, & Scheffrahn, 2023 (род термитов из Termitidae, Камерун)[34]
26. Engelitermitinae Romero Arias, Roisin, & Scheffrahn, 2023 (подсемейство Termitidae, Камерун)[34]
27. † Vostox engeli Estrada-Álvarez & Núñez-Bazán, 2023 (вид отряда уховертки, мексиканский янтарь)[35]

## Труды
Автор более 700 публикаций, открывший и описавший около 800 новых для науки видов насекомых.
- Engel, M. S. (2001) A monograph of the Baltic amber bees and evolution of the Apoidea (Hymenoptera). — Bulletin of the American Museum of Natural History 259: 1-192.
- Engel, M. S. & D.A. Grimaldi (2002) The first Mesozoic Zoraptera (Insecta). — American Museum Novitates 3362: 1-20.
- Engel, M. S. & D.A. Grimaldi (2004) New light shed on the oldest insect. — Nature 427: 627—630.
- Grimaldi, D. & Engel, M.S. Evolution of the Insects (неопр.). — Cambridge University Press, 2005. — ISBN 0-521-82149-5.
- Zhiwei Liu, Michael S. Engel, David A. Grimaldi. (2007). Phylogeny and Geological History of the Cynipoid Wasps (Hymenoptera: Cynipoidea) — American Museum Novitates 3583 :1-48. pdf
- Engel, M. S. (2010). Revision of the bee genus Chlerogella (Hymenoptera, Halictidae), Part II: South American species and generic diagnosis. — ZooKeys, 47: 1-100. ISSN: 1313—2970 (online) ISSN: 1313—2989 (print) doi: 10.3897/zookeys.47.416
- Shcherbakov, D. E., Engel M. S., Sharkey M. J. (2011). Advances in the Systematics of Fossil and Modern Insects: Honouring Alexandr Rasnitsyn. — ZooKeys. 130:[v]+542.
- Hannan, M. A., Alqarni A. S., Owayss A. A., Engel M. S. (2012). The large carpenter bees of central Saudi Arabia, with notes on the biology of Xylocopa sulcatipes Maa (Hymenoptera, Apidae, Xylocopinae). — ZooKeys. 201:1-14.